# Gærum (plaats)
Gærum is een plaats in de Deense regio Noord-Jutland, gemeente Frederikshavn. De plaats telt 668 inwoners (2018).
Gærum ligt circa 7 kilometer ten zuidwesten van Frederikshavn en circa 9 kilometer ten noordwesten van Sæby.
De plaatst ligt in de parochie van Gærum (Deens: Gærum Sogn).

## Bezienswaardigheden
Ten westen van Gærum ligt Blakshøj, een ganggraf van 8 meter lang en 25 meter in doorsnee, uit de jonge steentijd, periode 3500–2800 v.Chr. Het graf is gebouwd door de Trechterbekercultuur. De muren bestaan uit 15 grote stenen, het dak bestaat uit 5 dekstenen.

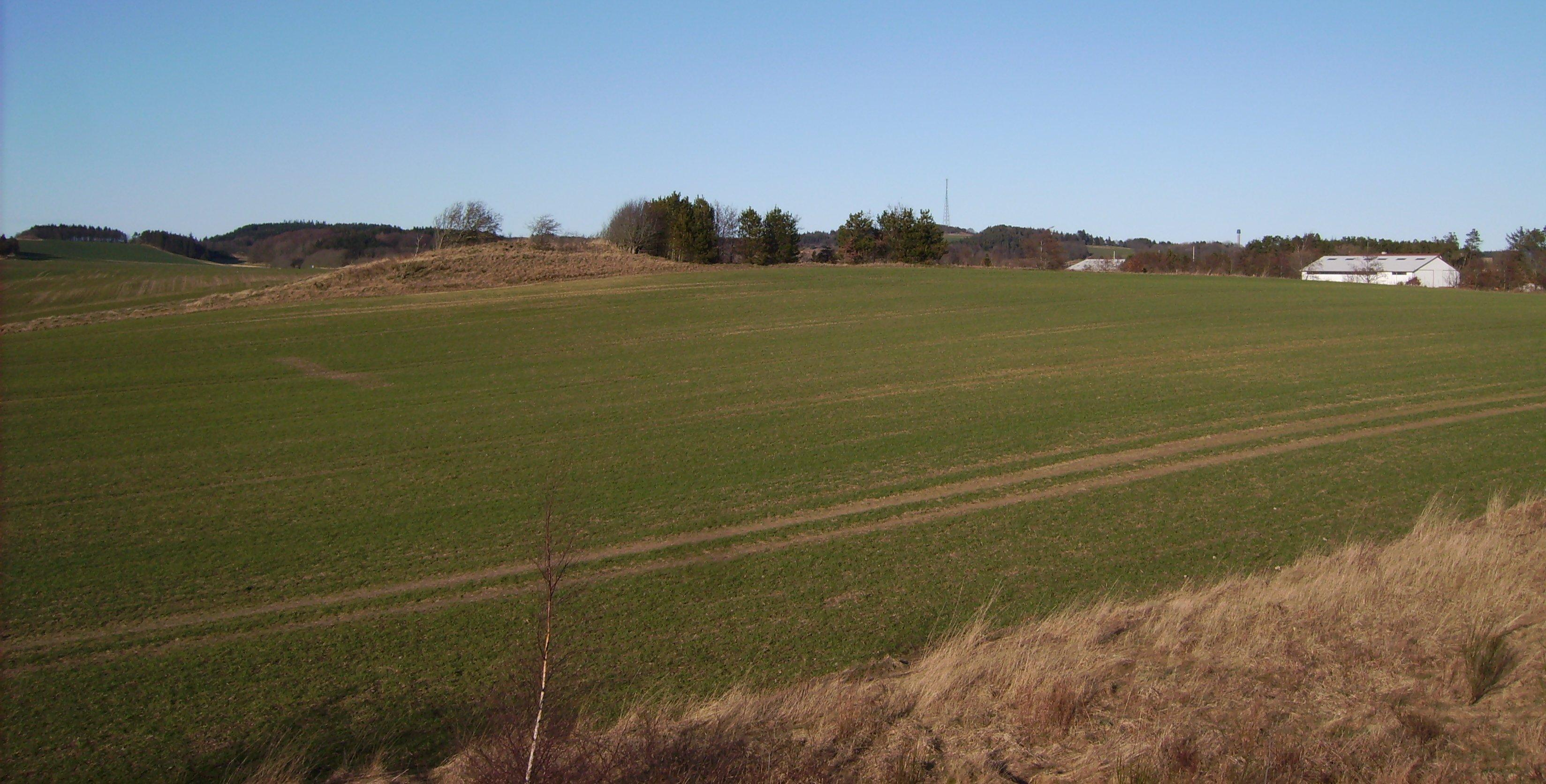
Stenstuen

In de omgeving van Gærum liggen diverse hunnebedden. De Gærum Langdysse, genoemd Stenstuen (Nederlands: de steenkamer, vanwege de grote ruimte waarboven een deksteen heeft gestaan) heeft een lengte van 68 meter en is omzoomd met 57 stenen. Dit hunebed dateert uit dezelfde periode als Blakshøj.
De kerk van Gærum (Deens: Gærum Kirke) is gebouwd rond 1100. Het koor en schip zijn romaans, de toren is gotisch. Het altaarstuk is in 1602 gemaakt, de preekstoel in 1593.